# Herz-Jesu-Kirche (Herne-Süd)
Die Herz-Jesu-Kirche ist eine katholische Pfarrkirche in Herne. Sie liegt im Süden der Stadt Herne und ist die zweite im 20. Jahrhundert erbaute katholische Kirche der Stadt Herne in den Grenzen von 1897. Heute ist sie Gemeindekirche der St. Dionysius-Gemeinde des Dekanates Emschertal im Erzbistum Paderborn.

## Baugeschichte und Bauwerk
Das Bistum Paderborn plante zum Ende des 19. Jahrhunderts in der stark expandierenden Stadt die Ausgliederung neuer Pfarreien aus der Bonifatius-Gemeinde. Vor Herz-Jesu wurde 1901 St. Marien in Baukau abgepfarrt. Das Kirchengrundstück der Herz-Jesu-Kirche an der Altenhöfener Straße in einer Größe von vier Morgen wurde Ende 1901 angekauft. Drei Jahre später begann der Kirchenbau. Der Dortmunder Architekt Johannes Franziskus Klomp entwarf einen doppeltürmigen Langbau als dreischiffige Basilika im neogotischen Stil mit einem Chorabschluss als polygonaler Apsis. Die Querschiffe treten nur wenig über das Langhaus hinaus und bilden mit ihm eine ausgeschiedene Vierung. Die Kirche ist geostet. Die Gewölbe sind über Vierung und Chorraum als Sterngewölbe ausgebildet, sonst als Netzgewölbe. Das Bauwerk der Kirche ist zweischalig ausgeführt, innen aus Ziegeln und außen aus Ibbenbürener Sandstein. Die Architekturteile als Gesimse, Fenstereinfassungen und Maßwerke wurden in Sand- bzw. Tuffstein ausgeführt. Die Kirche fasst ca. 900 Personen.
Der erste Spatenstich erfolgte am 10. August 1904 und die Grundsteinlegung am 30. September 1904 durch den Paderborner Bischof Wilhelm Schneider. Am 3. März 1906 wurde das Richtfest gefeiert, und am 21. Oktober 1906 erfolgte die Benediktion der Kirche durch Dechant Schäfer, am 28. September 1908 die Konsekration durch Bischof Wilhelm Schneider.
Zum 1. Januar 1910 wurde die bisherige Pfarrvikarie von St. Bonifatius selbstständige Pfarrgemeinde. Die Innenausstattung erfolgte bedingt durch Kriegsjahre, Umbruch und Wirtschaftskrisen in den nächsten dreißig Jahren.
Der Kirche wurde durch Bombenangriffe in den Jahren 1940 bis 1944 stark zugesetzt. So wurde am 26. Juni 1943 der Südturm durch eine Brandbombe getroffen, dessen fehlender Helm nicht wiederhergestellt wurde. Am 6. November 1944 ging vor dem Hauptportal eine Luftmine nieder, welche die in einem gotischen Spitzbogen auslaufende Rosette aus der Mauer riss und unwiederbringlich zerstörte.
Vom 18. auf den 19. November 1944 wurden alle Fenster mit ihren Maßwerken, die Dächer und die Ausmalung vernichtet. Nach notdürftigen Reparaturen wurden die Gottesdienste am 1. Juli 1945 wieder aufgenommen. Der Wiederaufbau zog sich bis 1948/1949 hin. Die heutigen Fenster (s. u.) wurden 1953 eingeweiht. Eine weitere Renovierung erfolgte in den Jahren 1969/1970, wobei – angeregt durch das Zweite Vatikanische Konzil – der Altar in der vorderen Mitte des Chorraumes angebracht wurde. 1977/1978 erfolgte eine grundlegende Außensanierung, 1981 eine farbige Innenrenovierung und zwischen 1987 und 1990 mussten die Türme sowie 1990 das Dach saniert werden.

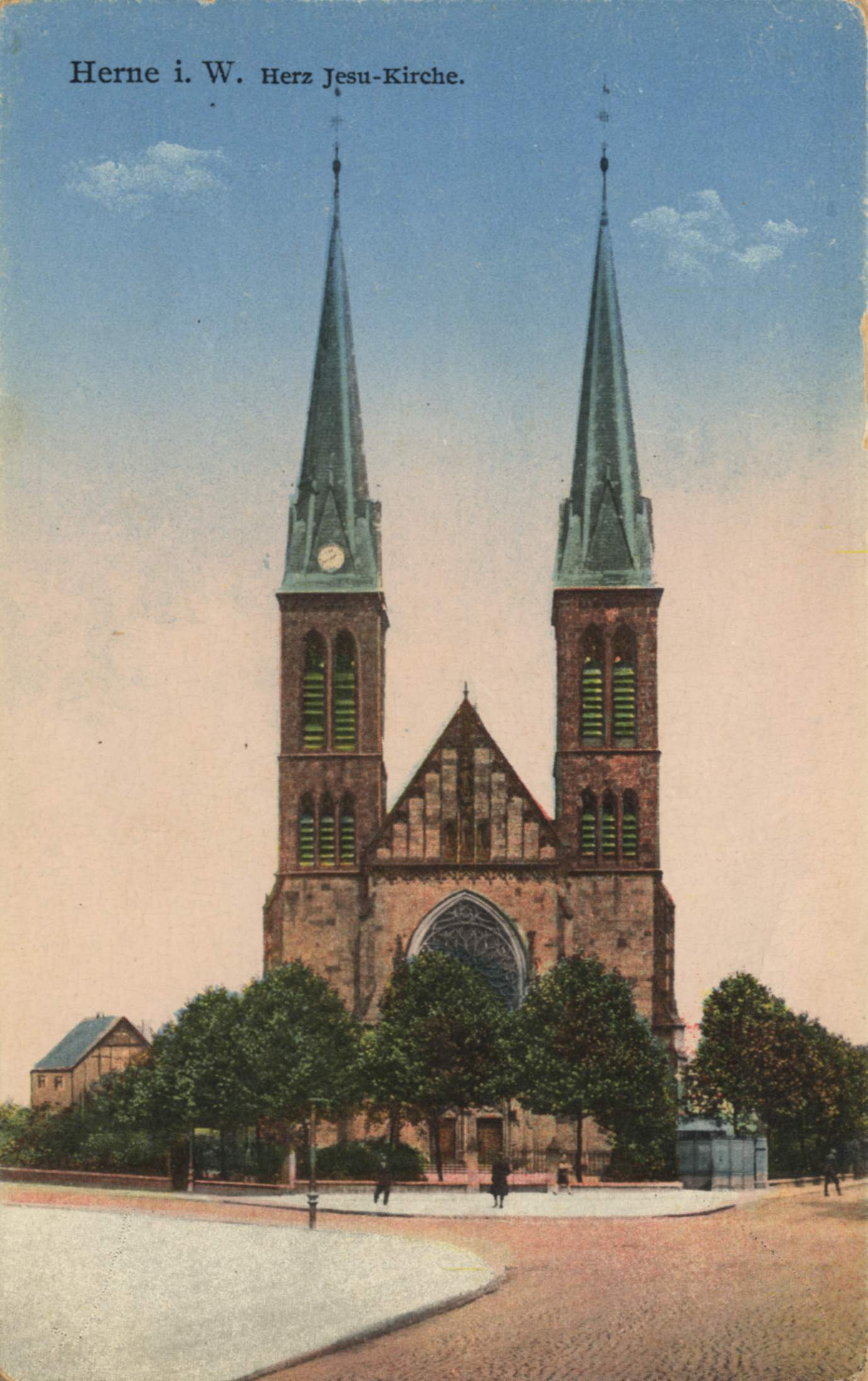
Zustand bis 1945
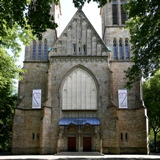
Die Westfassade (Ausschnitt) im Sommer 2006
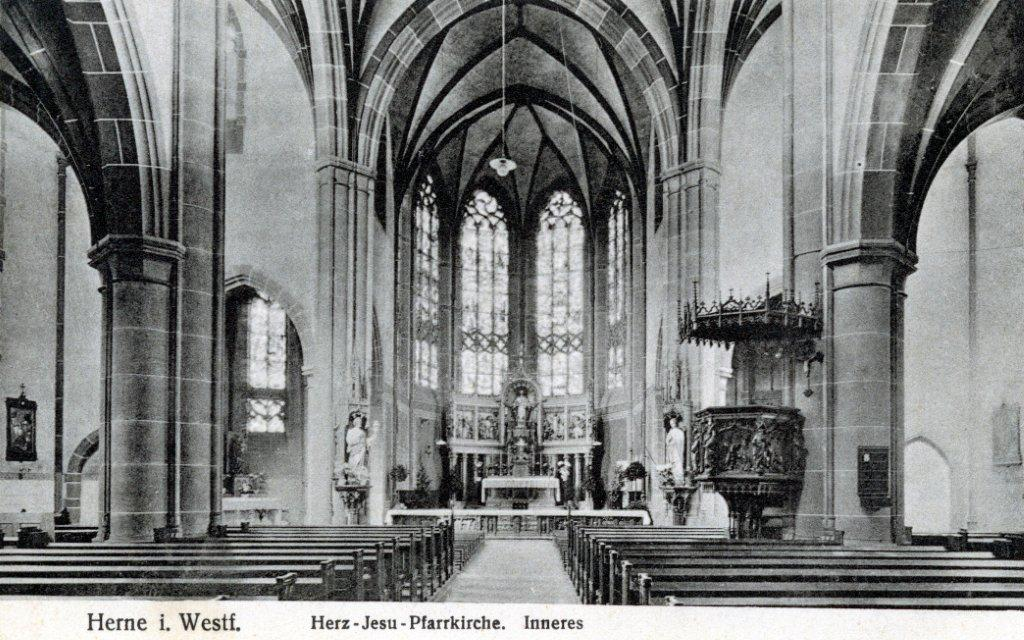
Blick vom Langhaus zum Chor 1925
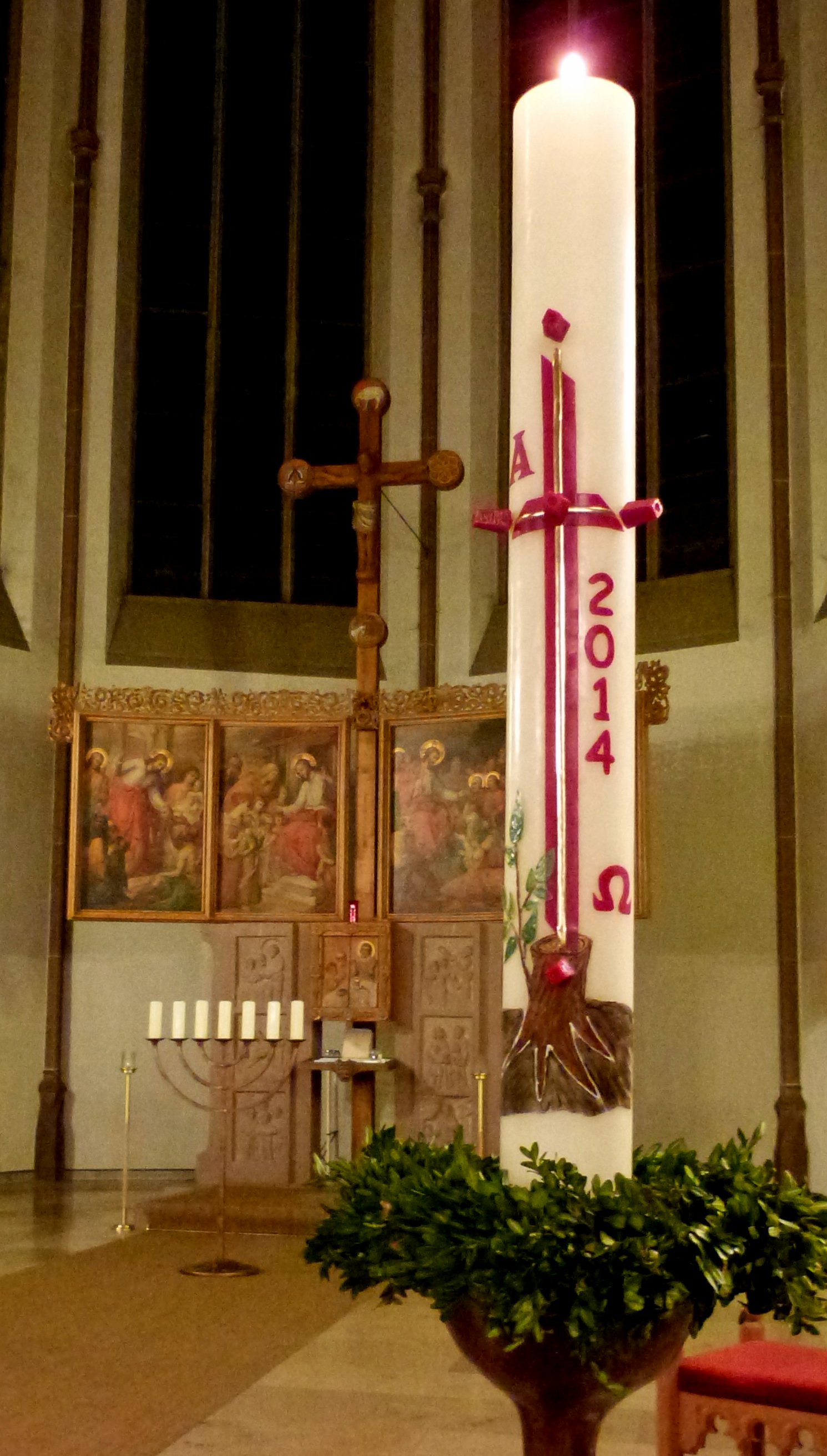
Hochaltar, Chorfenster und Osterkerze 2014

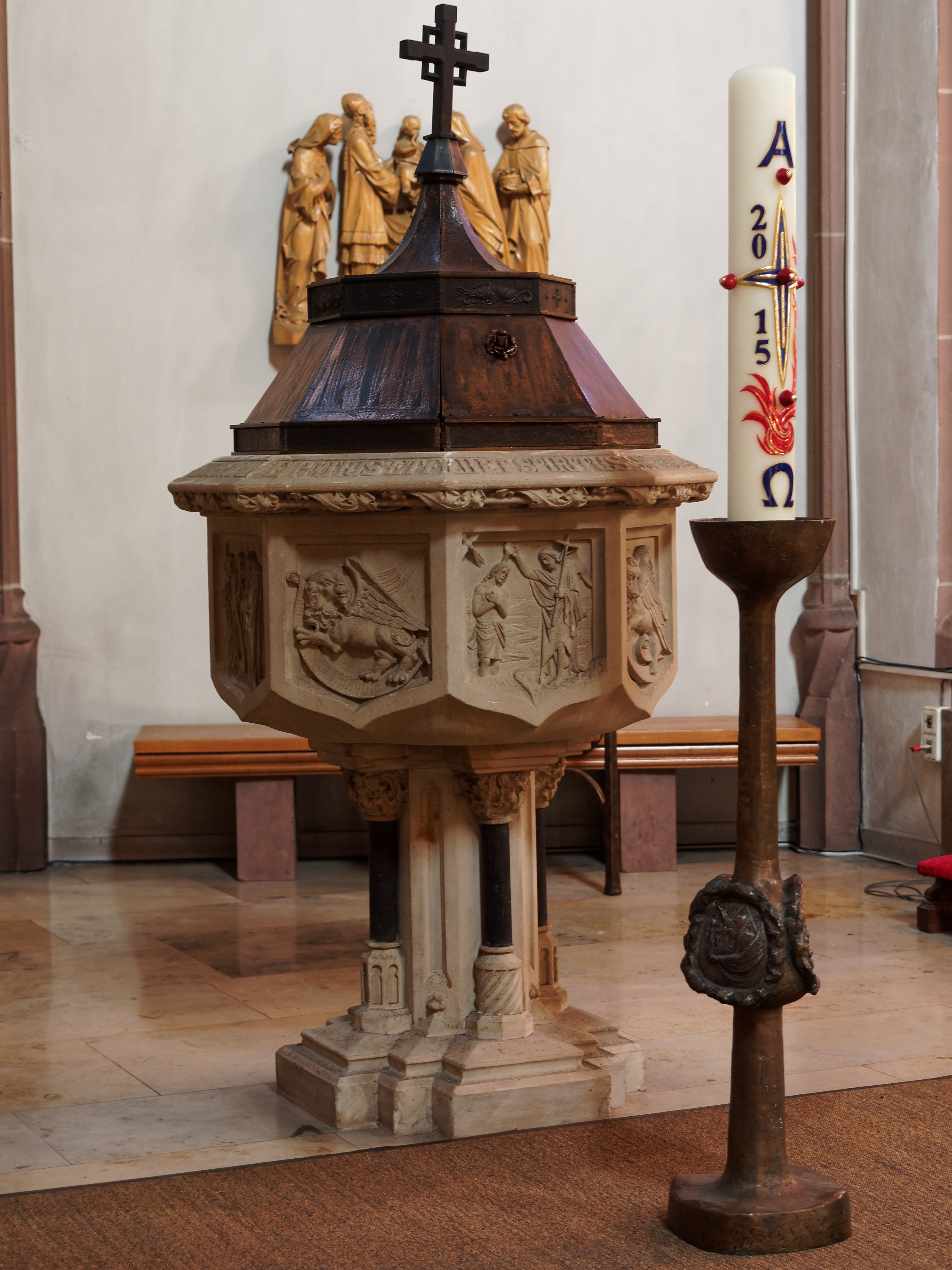
Gotisches Taufbecken

## Kunstwerke
Die Glasfenster sind Entwürfe des Herner Künstlers Jupp Gesing und zwischen 1953 und 1956 entstanden. Die Fenster des Chores sind hinter dem Hochaltar in der Mitte vorwiegend in Rot gehalten mit der Darstellung des Kreuzestodes mit Christus als König und Priester und der Einsetzung des Altarsakramentes. Im nächsten Fenster, blau dominiert, sind die Armut der Welt, die Mutter Maria und die übrigen sechs Sakramente dargestellt. Die abschließenden Fenster tragen Teppichmuster.
Die weiteren 1956 entworfenen Fenster zeigen als immer wiederkehrendes Sinnbild die Krone als Preis des Sieges. Eine 1957 entworfene Rosette für das nicht wiederhergestellte Westfenster kam nicht zur Ausführung.
Der frühgotische Taufstein aus weißem Sandstein auf vier Marmorsäulchen weist acht Reliefs auf. Die Haube ist späteren Datums.
Der Altartisch ist wie auch der Ambo 1970 in gotischer Form gestaltet.
Der Kreuzweg mit seinen 14 Stationen stammt aus dem Jahre 1921. Er wurde von Anton Waller in Düsseldorf ausgeführt und vom Bildhauer Anton Becker in Rheda gerahmt, beide wichtige Vertreter der Wiedenbrücker Schule.
Zwei Votivgemälde auf steinernen Sockeln in den Querhäusern zeigen „Christus am Ölberg“ und die „Heilige Elisabeth von Thüringen“, sie stammen aus dem Jahr 1928.
Der Altaraufsatz bzw. Tabernakel wurde 1983 geweiht. Die Stelen aus Wesersandstein tragen Darstellungen aus den Themenbereichen Mensch, Natur, Technik, Arbeit, Familie und Verkündigung. Darüber erhebt sich das vollplastische Kreuz. Daneben wurden vier Bildtafeln des alten Hochaltares von 1921 angebracht, der vom Mainzer Dombaumeister Ludwig Becker entworfen und vom Paderborner Bildhauer Philipp Reichmann ausgeführt wurde. Weitere Stücke des Altares werden in der Kirche zu anderen Zwecken genutzt.
Die Kanzel aus der Entstehungszeit der Kirche wurde 1970 nicht wieder eingebaut und im Depot des Diözesanmuseum Paderborn zwischengelagert. Seit 1996 steht sie unter Verwendung von Abgüssen der im Original in der Herz-Jesu-Kirche weiterverwendeten Evangelistenfiguren in der Herforder Marienkirche.

## Kunstprojekte
Der Künstler Guido Dettoni führte 2006 mit Gemeindemitgliedern die „Kunsterfahrung Herz Jesu“ durch. Aus den dabei entstandenen Formen schuf Guido Dettoni ein Werk, das im Dezember 2006 und 2007 als Projektion auf dem Westfenster zu sehen war. Eine Ausführung des Gesamtbildes der Animation als dauerhafte Glasinstallation an der Kirchenfront blieb bisher unausgeführt.

## Orgel
Die Orgel wurde 1959 von der Firma Anton Feith in Paderborn gebaut. Die Disposition der Orgel hat 36 Register auf drei Manualen und Pedal.

## Glocken
Die vier Glocken haben die Tonfolge cis’–e’–fis’–gis’ bilden das liturgische Motiv der Präfation – „Per omnia saecula saeculorum – Von Ewigkeit zu Ewigkeit“ – und wurden 1968 beim Bochumer Verein gegossen.
- „St. Josef“ (cis'-Moll) 1.600 mm, 2.000 kg
- „St. Marien“ (e’-Dur) 1.360 mm, 1.017 kg
- „St. Barbara“ (fis’-Moll) 1.180 mm, 606 kg
- „St. Liborius“ (gis’-Moll) 1.045 mm, 423 kg

Sie ersetzen die Glocken von 1922 (es’, f’, g’ und c’). Die große Stahlglocke c’ (2.700 kg, Bochumer Verein 1948), der Ersatz für eine 1943 zerstörte Glocke, blieb im Südturm erhalten, die restlichen wurden beim Bochumer Verein abgelegt.

## Seelsorger
- 1907/1910–1952 Franz Düwell †
- 1953–1961: Rainer von Haehling †
- 1961 – 20. September 1992: Alfons Vogt, * 1. Juli 1914 in Weißenfels
- 4. Oktober 1992 – 31. Mai 2015: Ludger Plümpe, * 5. November 1958 Dortmund, (Ab 1. Juni 2015 Leiter des pastoralen Raumes Wanne und Eickel).
- 2015–2016: Dechant Christian Gröne als Pfarradministrator zuzügl. seiner Ämter in St. Bonifatius etc.
- 2017–2024: Pfarrer Georg Birwer der Pfarrgemeinde St. Dionysius Herne

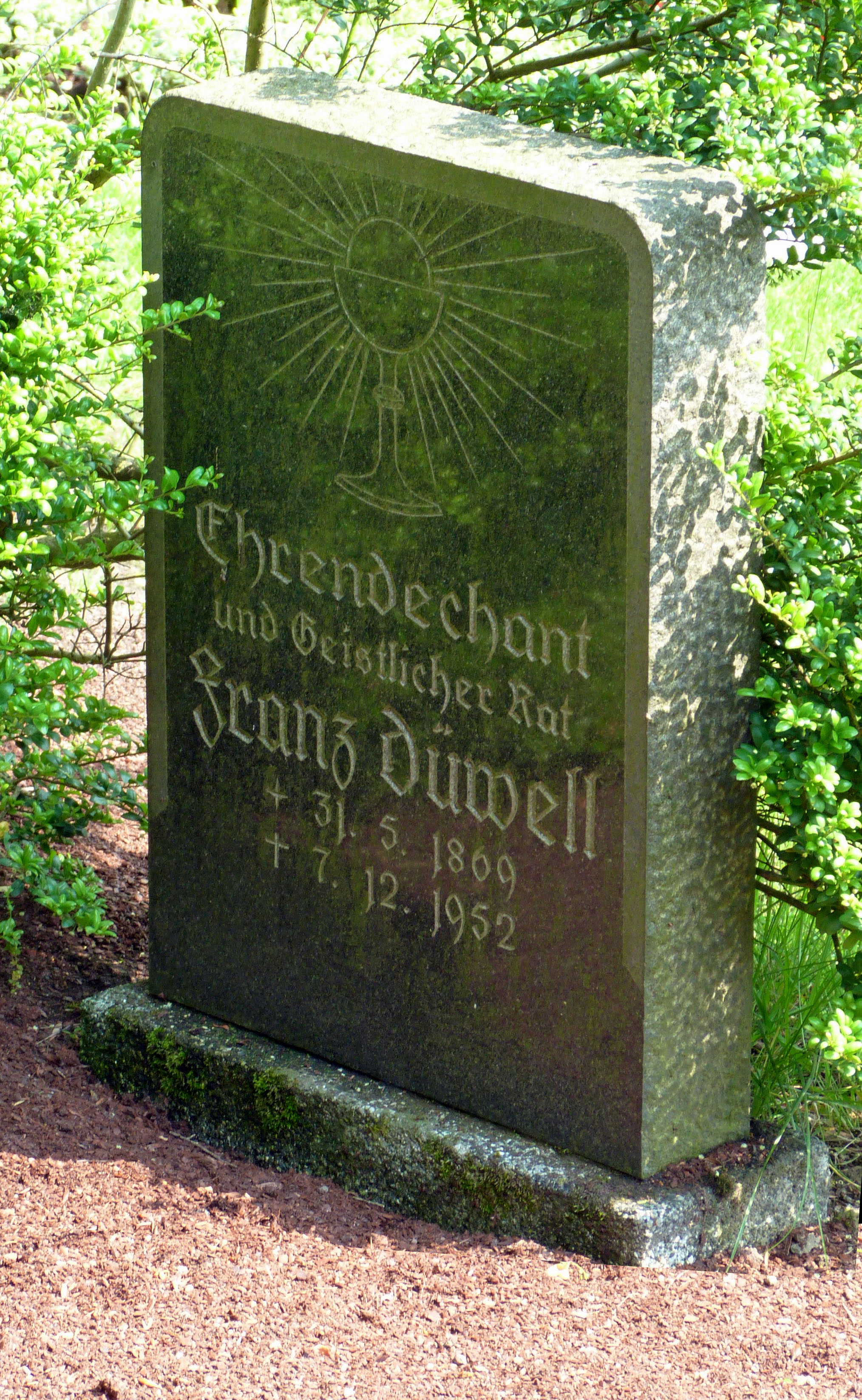
Ehrengrab der Gemeinde auf den Südfriedhof in Herne

- aktuell: Pfarrer Dr. Nils Petrat

### Franz Düwell
Der Bauernsohn Franz Xaver Düwell (* 3. Juni 1869 in Steinheim (Westfalen); † 7. Dezember 1952 in Herne) studierte an den katholischen Fakultäten zu Münster, Innsbruck und Paderborn katholische Theologie und wurde abschließend am 9. März 1894 in Paderborn vom Bischof Hubert Theophil Simar zum Priester geweiht. Zunächst als Missionsvikar in Bitterfeld und nach einer Zeit in Oeventrop (Sauerland) wurde er 1904 erster Kaplan in der St.-Bonifatius-Gemeinde in Herne. 1907 erfolgte die Ernennung zum Pfarrvikar an der neu erbauten Herz-Jesu-Kirche. Zugleich wurde er Schulrektor. 1910 ernannte ihn der Paderborner Bischof Karl Joseph Schulte zum Pfarrer der eigenständigen Herz-Jesu-Kirchengemeinde.
Der stetig wachsenden Gemeinde galt sein ganzes Wirken. Neben dem Kirchengebäude und dem Pfarrhaus wurden ein Waisenhaus und ein großes Vereinshaus errichtet. Ausstattung und Belebung der Gebäude und der Gemeinde lagen ihm am Herzen und selbst die Kriegsjahre, die mit der Zerstörung seiner Arbeit einhergingen, konnten seiner Schaffenskraft beim anschließenden Wiederaufbau nicht bremsen. Im April 1924 zum Stadtdechanten ernannt (erstmals außerhalb der St. Bonifatius-Gemeinde vergeben), füllte er auch hier bis zu seinem Ausscheiden am 18. März 1949 das Amt aus. An diesem Tag ernannte ihn der Erzbischof von Paderborn zum Ehrendechant des Dekanates Herne und zum Geistlichen Rat.
Am 26. Januar 1953 erhielt eine Straße in unmittelbarer Nähe der Herz-Jesu Kirche den Namen Franz-Düwell-Straße. An ihn erinnert auch ein Ehrenmal unter der Orgelempore in der Herz-Jesu-Kirche.

### Reiner Haehling von Lanzenauer
Reiner Haehling von Lanzenauer (* 26. Juni 1899 in Freiburg im Breisgau; † 19. November 1967 in Brakel) war ein Neffe des Paderborner Weihbischofs Heinrich Haehling von Lanzenauer (1861–1925). Nach seiner Schulzeit in Metz studierte er ab 1917 Theologie und Philosophie an den Universitäten Bonn, Münster und Paderborn. In Paderborn promoviert er zum Dr. theol. und zum Dr. phil. und wurde dort am 10. August 1924 zum Priester geweiht.
Nach seiner ersten Stelle in Erfurt war er von 1928 bis 1938 als Rektor und Religionslehrer am Oberlyzeum in Arnsberg tätig. Aus politischen Gründen wurde er als Vikar in die St.-Josef-Gemeinde in Kirchlinde versetzt.
Vom 11. April 1944 bis 1953 als Pfarrer im Bochumer Stadtteil Hiltrop tätig, übernahm er am 22. März 1953 die verwaiste Pfarrstelle in der Herz-Jesu-Gemeinde. Aus gesundheitlichen Gründen bat er zum 31. Januar 1961 um seine Versetzung in eine Landgemeinde. In Rheder (Brakel) war er bis Dezember 1964 als Pfarrer tätig und verstarb 1967 in Brakel. Beigesetzt wurde er im Familiengrab auf den Melaten-Friedhof zu Köln.

### Alfons Vogt

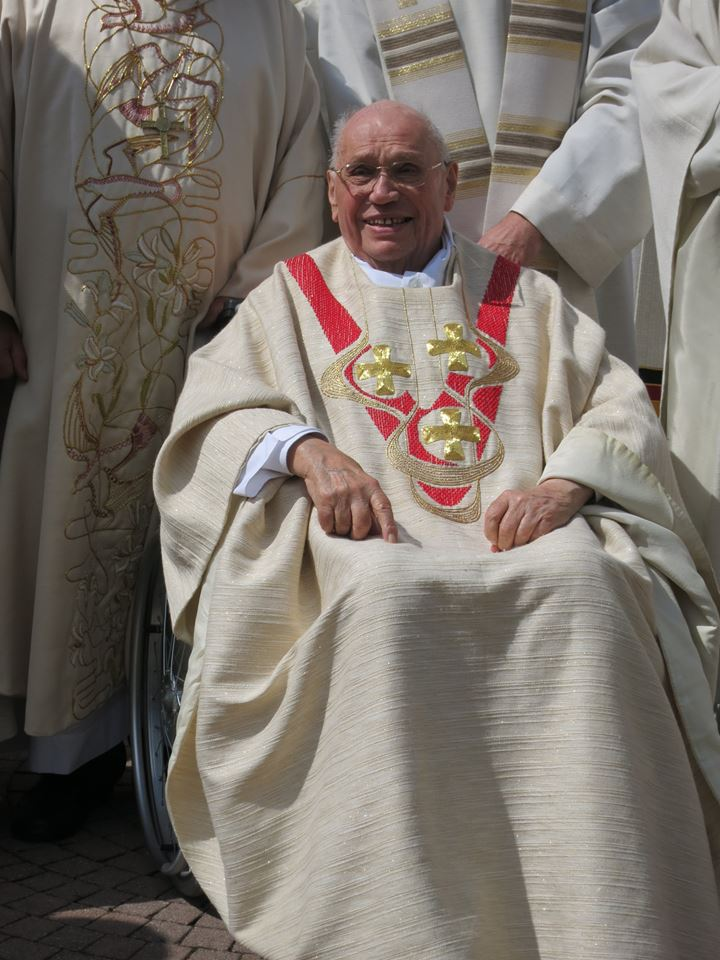
Pfarrer a. D. Alfons Vogt an seinem 100sten Geburtstag.

Alfons Vogt wurde am 1. Juli 1914 in Weißenfels geboren und beschloss, dem eigenen Vernehmen nach im Alter von 5 Jahren, katholischer Priester zu werden. Nach seinem Abitur in seiner Heimatstadt studierte er Theologie und Philosophie an der theologischen Akademie Paderborn und der philosophisch-theologischen Universität Tübingen. Am 2. April 1938 empfing er mit einer Ausnahmebewilligung, mit 24 Jahren, vom Erzbischof Caspar Klein die Priesterweihe im Dom zu Paderborn.
Seine erste Stelle als Vikar war von 1938 bis 1940 in Dalhausen. Als Pfarrverweser in Bad Westernkotten fungierte er zwischen 1940 und 1942. Seine dritte Dienststelle war von 1942 bis 1947 in Hövel, wo er sich in einer der schwersten Zeiten der Gemeinde, der Zeit des Zweiten Weltkriegs sowie des langsamen Neubeginns, der Integration Vertriebener und der Rückkehr von Kriegsgefangenen widmete. Sein nächster Dienstort wurde 1947 bis 1951 als Vikar an der Filialkirche St. Georg in Gelsenkirchen, um an seinem nächsten Dienstort wieder ins Sauerland zu gelangen.
Sein besonderes Verdienst ist dabei der Aufbau der Gemeinde St. Josef in Neheim-Bergheim, wo er von 1951 bis 1961 tätig war. Zurück im Ruhrgebiet, war er von 1961 bis 1992 Pfarrer der Herz-Jesu Gemeinde in Herne und blieb dieser Stadt auch nach seinem Eintritt in den Ruhestand treu. So brachte er seine langjährige Erfahrung als Priester bis ins Jahr 2000 als Subsidiar in Herne-Holthausen ein. 1985 ernannte ihn der Erzbischof von Paderborn zum Geistlichen Rat ad honorem. 1990 wurde ihn das Bundesverdienstkreuz verliehen.
2008 zog er in das Altenheim St. Antonius in Brakel, wo er sich unter anderem als Vorsitzender des Heimbeirates engagierte. Als langjährige Mitarbeiterin begleitete ihn neben seiner Schwester Margarete Vogt (1919–2008) Frau Erika Künne (1930–2013), welche schon unter den beiden Vorgängern als Seelsorgshelferin und später als Gemeindereferentin tätig war.
Er begleitete in den Jahren zahlreiche Schifffahrtswallfahrten zum Kloster Bornhofen und organisierte jährliche Wallfahrten und Bildungsfahrten in die Schweiz zum heiligen Niklaus von Flüe. Eines seiner Interessen galt dem FC Schalke 04 und, soweit es ihm möglich war, dem Orgelspiel. Neben seinen seelsorgerischen Diensten in den einzelnen Gemeinden hat er sich besonders in die Förderung der Auslandsmission verdient gemacht: Mit dem Bischof von Añatuya in Argentinien, Jorge Gottau CSsR, verband ihn große Sympathie und Zusammenarbeit. Alfons Vogt starb am 12. August 2015 in Brakel.

### Weitere Geistliche
- Pater Heribert Rembecki, OFM (* 13. Juli 1939 Herne), ehemaliger Ordens-Obere der Franziskaner von Maranhão und Piauí und Generalvikar unter Bischof Paschasius Hermann Rettler von Bacabal in Brasilien.[5][6] Seelsorger in São Luís im brasilianischen Bundesstaates Maranhão.
- Pater Severin (Ewald) Pieper OSB (* 9. November 1937 Herne; † 4. September 2015 Münsterschwarzach), 1957 Eintritt in den Orden der Benediktinerkongregation von St. Ottilien in Münsterschwarzach, 1958 Profess und 1964 Priesterweihe. Seit 1965 Missionar in Tansania. 1999–2010 Prior der Abtei Ndanda und Leiter des Spiritual Centre Zakeo